# Брэндон, Чарльз, 3-й герцог Саффолк
Чарльз Брэндон, 3-й герцог Саффолк (англ. Charles Brandon, 3rd Duke of Suffolk; ок. 1537 — 14 июля 1551) — английский дворянин, младший сын Чарльза Брэндона, 1-го герцога Саффолка, от брака с Кэтрин Уиллоуби, 12-й баронессой Уиллоуби де Эрзби.

## Биография
Генри Брэндон унаследовал титул 2-го герцога Саффолка в 1545 году после смерти отца, Чарльза Брэндона. Оба брата в то время уже учились в колледже Святого Иоанна Кембриджского университета и считались способными студентами.
В 1551 году разразилась очередная эпидемия потницы. Несмотря на предпринятые меры предосторожности (они немедленно уехали из Кембриджа), братьям не удалось избежать заражения. Они скончались в один день, 14 июля 1551 года. Чарльз умер вслед за Генри приблизительно через час, в течение которого он был 3-м герцогом Саффолком. Его пребывание в статусе пэра признано одним из самых кратковременных за всю историю Англии. Оба брата были похоронены в Бакдене.
Следующая креация титула состоялась в октябре того же года. Поскольку мужская линия наследования пресеклась, следующей в очереди была сводная сестра мальчиков, леди Фрэнсис Грей, старшая дочь Чарльза Брэндона, 1-го герцога Саффолка, от брака с Марией Тюдор. По приказу короля Эдуарда VI титул был пожалован супругу леди Фрэнсис, Генри Грею, маркизу Дорсету.